# Ареобинд Дагалаиф Ареобинд
Флавје Ареобинд Дагалаиф Ареобинд    ( Грчки: Ἀρεόβινδος  ; fl. 479–512) је био источноримски генерал и политичар. Потомак угледне лозе, предводио је трупе у Анастазијанском рату и служио као конзул 506. године. Током градске побуне 512. године, руља га је прогласила за цара, али се сакрио. Убрзо је умро. 

## Порекло и породица
Ареобинд је рођен у изузетно угледној породици, која је комбиновала римско и варварско наслеђе:  његов отац је био Дагалаиф ( око 430 – после 461), конзул 461, који је пак био син Ареобинда, конзула 434, обојица готског порекла. Његова мајка је била Годистеја (рођена око 445 ), ћерка Ардабура, генерала и конзула 447. и унука Аспара, моћног аланског генерала и конзула 434. 
Убрзо после 478. године, Ареобинд се оженио Аницијом Јулијаном (после 461 – 527/528), ћерком западноримског цара Олибрија ( в. 472– ) и његове супруге царице Плацидије. Заједно су имали сина Олибрија ( око 480 – после 524/527), конзул 491. године. Други могући потомак је Дагалаиф (можда од раније жене). 

## Каријера
У његовом конзуларном диптиху наводи се да је заузимао место коме сакри стабули (заповедника царске штале) и да је добио титулу почасног конзула.  Са избијањем Анастазијанског рата, послат је на исток као магистер милитум пер Ориентем заједно са праесентал магистри Ипатијем и Патрицијем .  У мају 503. године, на челу са 12.000 људи, био је базиран у Дари да чува персијско упориште Нисибис и војску шаха Кавада I, док су Патриције и Ипатије, са највећим делом војске, опседали Амиду. Тамо је одбио напад персијске војске која је долазила из Сингара и гурнуо их до Нисибиса.   Међутим, на крају је био приморан да се повуче када су Персијанци добили појачање од својих хефталита и арапских савезника, и повукао се у Констанцију, а затим у Едесу . Тамо га је у септембру опседао Кавад, али почетак зиме и приближавање римских појачања приморали су персијског владара да се повуче.   У лето 504. Ареобинд је покренуо велики напад на Арзанене, наилазећи на мало противљења и опустошивши велике делове земље пре него што се вратио у Амиду. Пошто су римски положаји стабилизовани и рат се сада преноси на персијску територију, Кавад је пристао на примирје и непријатељства су престала у зиму.   Године 505. опозван је у Цариград, где му је додељено конзулство за 506. годину, са Енодијем Месалом као његовим колегом. 
512. године живео је у Цариграду у пензији. У то време, отворено заговарање миафизитских доктрина од стране цара Анастасија I изазвало је велики гнев међу претежно халкидонским становништвом града.  У једном тренутку, према хроничарима, становништво је подигло поклич „Ареобинд за цара“ и кренуло у кућу његове жене Аниције Јулијане да га прогласи. Ареобинд је, међутим, не желећи да учествује у узурпацији, побегао из куће и сакрио се. О њему се ништа више не зна, иако је, због његових година, мора да је убрзо умро. 

## Диптих
Сачувано је пет примера његових конзуларних диптиха :  два потпуна и три половична. Два комплетна се налазе у Луци ( CIL XI, 8137 ) и Цириху ( CIL XIII, 5245 ); две половине само са именом налазе се у Паризу и Безансону, а друга половина са његовим титулама је сачувана у Дижону ( CIL XIII, 10032, примери .3б, .3д и .3ц). 